# Ethan Hunt
Ethan Hunt, avagy Ethan Matthew Hunt kitalált karakter, aki a Mission: Impossible filmsorozatban jelenik meg, Tom Cruise alakításában, magyar hangja Rékasi Károly.

## Megjelenései

### Mission: Impossible (1996)
Az első filmben az IMF ügynökei, Jim Phelps és csapata megbízást kapnak, hogy Prágában, az amerikai nagykövetségen tartózkodó egykori orosz kémtől szerezzenek meg egy listát, ami a CIA beépült ügynökeinek neveit tartalmazza, és amit az illető jó pénzért el akar adni. Az akció látszólag simán alakul, ám a végrehajtás közben a csapat minden tagja meghal, kivéve Ethan Hunt ügynököt, aki azonnal értesíti a feletteseit a történtekről. Hamar kiderül, hogy nem szokványos akcióról volt szó: a lista csak ürügy volt, hogy kifüstöljenek egy árulót, aki már évek óta információkat szivárogtat az ügynökségtől, és mivel Hunt úszta meg a kalandot egyértelműnek tűnik, hogy ő az áruló. Hunt azonban nem adja olcsón a bőrét, elmenekül és nekilát kideríteni ki a valódi áruló és mire készül. Sikerül is felvennie a kapcsolatot Maxszal, a vevővel, aki hajlandó kiadni az árulót, ha cserébe megkapja a teljes valódi ügynöklistát. Ehhez azonban Huntnak be kell törnie a CIA főhadiszállására és a központi gépből lementeni az adatokat. Az akcióhoz segítőket is verbuvál pár kiugrott ügynök személyében, hogy a segítségükkel megszerezze a listát, de menet közben rá kell jönnie, hogy többen kettős játékot űzve rejtegetik a valódi szándékaikat...

### Mission: Impossible 2 (2000)
A második filmben egy orosz tudós az általa kitenyésztett új vírusnak, a Kimérának a biztonságba juttatásában kéri Hunt segítségét. A repülőn utazva azonban kiderül, hogy akit Huntnak hitt, az valójában a magát Huntnak elmaszkírozó Sean Ambrose, az IMF egy másik ügynöke, aki megöli a tudóst, majd társaival szabotálva a gép útját elrabolja a vírust és a Bellerophon nevű ellenanyagot is, hogy aztán a saját zsebére milliókért értékesítse azokat. Hunt kapja a megbízást, hogy szerezze vissza a vírust, ehhez pedig Ambrose exszeretőjét, a profi tolvaj Nyah-t is felhasználja. Miután Hunt és Nyah között érzelmek is szövődnek, hamar személyes üggyé válik Hunt és Ambrose párharca a vírus birtoklásáért, főleg miután Nyah is fertőzötté válik...

### Mission: Impossible III (2006)
A harmadik film in medias res kezdődik, amint Davian Juliát és Huntot fenyegeti. Majd visszaugrunk az időben öt napot. Egy partin vagyunk, ahol Huntot felhívja az IMF operációs direktora, Musgrave (Billy Crudup), egy küldetés ügyében. Hunt először visszautasítja az ajánlatot, ám megnéz egy eldobható fényképezőgépbe rejtett felvételt, s ráeszmél, hogy a küldetés korábbi tanítványa, Lindsey Farris (Keri Russell) IMF ügynök kiszabadítása, akit Berlinben ejtett foglyul egy fegyverkereskedő, Owen Davian (Philip Seymour Hoffman). Belemegy, hogy részt vesz az akcióban, s találkozik csapata tagjaival, Declannal (Jonathan Rhys Meyers), Luther Strickellel (Ving Rhames) és Zhennel (Maggie Q). Sikerrel járnak, ám Lindsey négy perccel később meghal, mikor a Davian által a fejébe helyezett nitroglicerines kapszula felrobban. Lindsey temetésén Hunt hívást kap egy csomagküldő szolgálattól, akiktől megtudja, hogy Lindsey csomagot küldött neki Berlinből. Hunt begyűjti a küldeményt, ami egy képeslap, bélyege alatt egy mikrofilmmel.
Hunt úgy dönt, maga indul Davian után, s megcélozza egy két nap múlva esedékes vatikánvárosi konferencián. Az akcióról Hunt felettesei, Brassell IMF vezető és Musgrave nem tudnak. Indulása előtt Hunt azt mondja Juliának, hogy üzleti útra megy. A lány érzi, nem mond igazat, de meggyőzésképpen igaz szerelméről Hunt elveszi őt a kórházban, ahol Julia dolgozik. Vatikánvárosban a csapat egy arcmaszknak köszönhetően Huntot Davianre formálja. Hunt megszerez egy Daviannek szánt aktatáskát, ami információt tartalmaz egy biológiai fegyverről, a "Nyúlláb"-ról, s elfogja a férfit. Repülőn szállítják vissza Daviant az Egyesült Államokban, s az úton Hunt információ próbál kicsikarni belőle, de az nem mond semmit, ehelyett Huntot és feleségét fenyegeti.

### Mission: Impossible – Fantom protokoll (2011)
A negyedik filmben Hanaway társa, Jane Carter (Paula Patton) és a terepen még újoncnak számító Benji Dunn kiszabadítják Ethan Huntot és Bogdant, Hunt orosz informátorát, egy moszkvai börtönből. Hunt azt a feladatot kapja, hogy Carter és Dunn segítségével hatoljon be a moszkvai Kreml archívumába és lopjon el minden ott tárolt információt egy Kobalt fedőnevű személyről. A küldetés közben valaki keresztülrádiózik az IMF frekvenciáján és így tudatja az oroszokkal az illegális behatolást. Dunn-nak és Carternek sikerül elmenekülnie, de egy bomba elpusztítja a Kremlt és az orosz Sidorov (Vladimir Mashkov) ügynök letartóztatja Huntot, mint a terrortámadás egyik résztvevőjét.

### Mission: Impossible – Titkos nemzet (2015)
Az ötödik filmben Hunt ügynök kalandja egy titkos földalatti szervezet, a Szindikátus felkutatása körül zajlik. Dolgát nehezíti, hogy Alan Hunleynek, a CIA igazgatójának nyomására, aki szerint az IMF akciói felelőtlenek és veszélyesek, felfüggesztik az IMF működését és az a CIA felügyelete alá kerül. Hunt azonban a maga szakállára tovább nyomoz. Egyetlen nyoma a szervezethez egy titokzatos nő, aki egyszer már segített rajta, és egy hidegvérű, szemüveges férfi. Hónapokkal később Hunt Bécsbe csalja kollégáját és barátját, Benji Dunnt, mert az ottani operaházban várható a férfi feltűnése, és ehhez szüksége van a segítségére. 

### Mission: Impossible – Utóhatás (2018)
Az előző részben megismert Szindikátus vezetőjét, Solomon Lane-t elfogták ugyan, de a szervezetet alkotó kiugrott ügynökök közül többen még mindig szökésben vannak, akik Apostolok néven működtetik tovább a megmaradt sejtet. Legújabb tervezett akciójukhoz több atombombát is robbantanának, amivel egy John Lark álnevű radikális terrorista bízta meg őket, csakhogy Larkot még nem látta senki. Hunt kapja a feladatot, hogy az Apostolok ne juthassanak hozzá a bombákhoz szükséges plutóniumgömbökhöz, de az akciót megzavarják és ellopják a plutóniumot. A kudarc miatt a CIA Hunt mellé rendeli August Walker különleges ügynököt a következő akcióhoz, aminek a plutónium visszaszerzése a célja. Csakhamar kiderül azonban, hogy ehhez el kell rabolni a szigorú őrizetben tartott Lane-t, mert ő a cserealap a lehetséges üzlethez, közben azonban Ilsa Faust is újra feltűnik, aki saját akcióban akarja Lane-t elkapni vagy likvidálni. A megannyi kaland során azonban arra is rá kell jönni, hogy kit takar Lark, és hogy hol akarják bevetni a bombákat, nehogy újabb nagyszabású terrorakció történjen…

### Videójátékok
A Mission: Impossible filmeken kívül Ethan Hunt megjelent az első film alapján készült 1998-as videojátékban és a 2003 -as Mission: Impossible - Operation Surma videojátékban, hangja Steve Blum volt benne. A Lego Dimensions crossover játékban is játszható karakterként jelenik meg, hangjához Tom Cruise archívált felvételeit használják.

## Fordítás
Ez a szócikk részben vagy egészben  az   Ethan Hunt című angol Wikipédia-szócikk fordításán alapul.  Az eredeti cikk szerkesztőit annak laptörténete sorolja fel. Ez a jelzés csupán a megfogalmazás eredetét és a szerzői jogokat jelzi, nem szolgál a cikkben szereplő információk forrásmegjelöléseként.
e